# Prostodoncia
La prostodoncia es aquella rama de la odontología que se encarga de devolver la función, anatomía, fonación y estética alteradas del aparato estomatognático como consecuencia de la pérdida de uno o más dientes. Estas prótesis pueden ser prótesis fijas como un puente, o prótesis removibles si se pueden quitar y también pueden ser parciales o completas según si comprenden un limitado número de dientes o toda la arcada respectivamente.
La prostodoncia es un artificio cuyo objetivo es restituir la función masticatoria, estabilidad en la relación oclusal, fonética y la estética. esta puede estar cementada, atornillada o mecánicamente unida a un diente natural, a un pilar implantado o a un diente en estado de raíz, pudiendo reemplazar una sola pieza o múltiples piezas hasta la totalidad de las arcadas dentales.
La prostodoncia se divide en fija y removible a la vez que se ramifica en total y parcial.